# Zight
Yau Yiu Ting, känd som Zight, född 26 december 1988 i Hongkong, är en elektronisk musikkompositör och musikproducent.

## Biografi
Zight växte upp i Hongkong och studerade kreativa medier och musikproduktion vid City University of Hong Kong. År 2011 utgav han sin första singel "Yamanote Line Dreamer" tillsammans med den japanska rapgruppen Midicronica.
2018 besökte han London och studerade elektronisk musikproduktion i Point Blank Music School. Senare under 2020 släppte han sin första elektroniska musiksingel "Paradise".
2021 släppte han sitt första kollaboration "Fly Away" med den brittiska sångerskan Sonna Rele.
2022 släppte Zight sin sjunde singel "Work It Harder" med den kända amerikanska sångaren Chris Willis. Under en intervju insinuerade han att han skulle stödja Ukraina i musikvideon.

## Diskografi
- Paradise (2020)
- Fly Away (ft. Sonna Rele) (2021)
- Suite No.1 In Z Major (2021)
- Everybody Keep Running (ft. Peter Forest) (2021)
- Daisy (ft. Oliviya Nicole) (2021)
- Number One (ft. Adam Christopher) (2022)
- Work It Harder (ft. Chris Willis) (2022)
- Waiting (ft. Klapse, AndyBear) (2023)
- Mongolia (2023)